# Eudendrium macquariensis
Eudendrium macquariensis är en nässeldjursart som beskrevs av Watson 2003. Eudendrium macquariensis ingår i släktet Eudendrium och familjen Eudendriidae.
Artens utbredningsområde är Södra Ishavet. Inga underarter finns listade i Catalogue of Life.